# Церковь Святых Петра и Павла (Дрисвяты)
Церковь Святых Петра и Павла (бел. Касцёл Святых Пятра і Паўла) — католический храм в деревне Дрисвяты, Витебская область, Белоруссия. Относится к Видзскому деканату Витебского диоцеза. Памятник архитектуры в стиле деревянного народного зодчества с элементами модерна, построен в 1929 году. Храм включён в Государственный список историко-культурных ценностей Республики Беларусь.
Храм расположен в километре к западу от центра современной деревни Дрисвяты на полуострове, вдающемся в озеро Дрисвяты.

## История

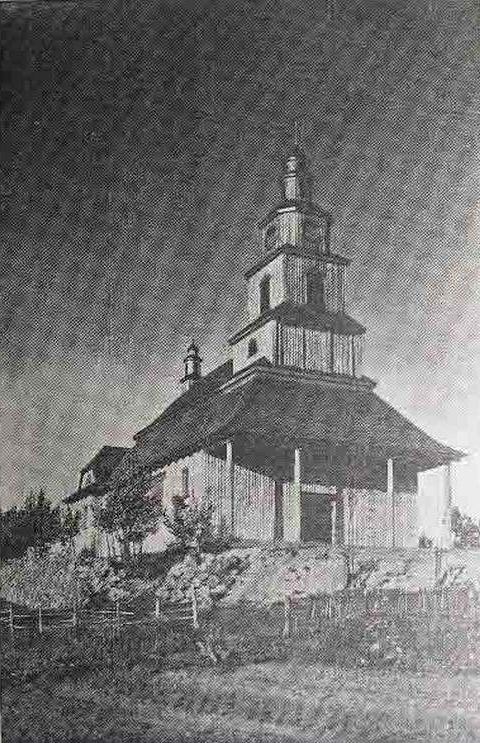
Храм вскоре после окончания строительства (1930 г.)

Историческое поселение Дрисвяты располагалось не на берегу озера Дрисвяты, где находится современная деревня, а на острове Замок. Там же был построен и первый католический храм. Католический приход в Дрисвятах образовался в 1514 году, в этом же году на средства великого князя литовского Сигизмунда I на острове был построен деревянный костёл во имя Пресвятой Девы Марии.
В 1622 году поселение сгорело и было восстановлено уже на берегу. В 1725 году на средства виленского воеводы Людвика Поцея был построен новый деревянный храм, получивший имя апостолов Петра и Павла. Это было деревянное однобашенное здание прямоугольной формы. Эта церковь сгорела дотла во время Первой мировой войны.
В 1921 году Дрисвяты оказались в составе межвоенной Польской Республики, было начато строительство современного храма, которое продолжалось до 1929 года. Автором проекта храма был известный архитектор Л. И. Дубейковский. После Великой Отечественной войны храм действовал до 1964 года, затем был закрыт и переоборудован в склад.
Возвращён Католической церкви в 1991 году, в 1991—1994 годах проводилась его реконструкция. 29 июня 1994 года церковь была повторно освящена кардиналом Казимиром Свёнтеком.

## Архитектура

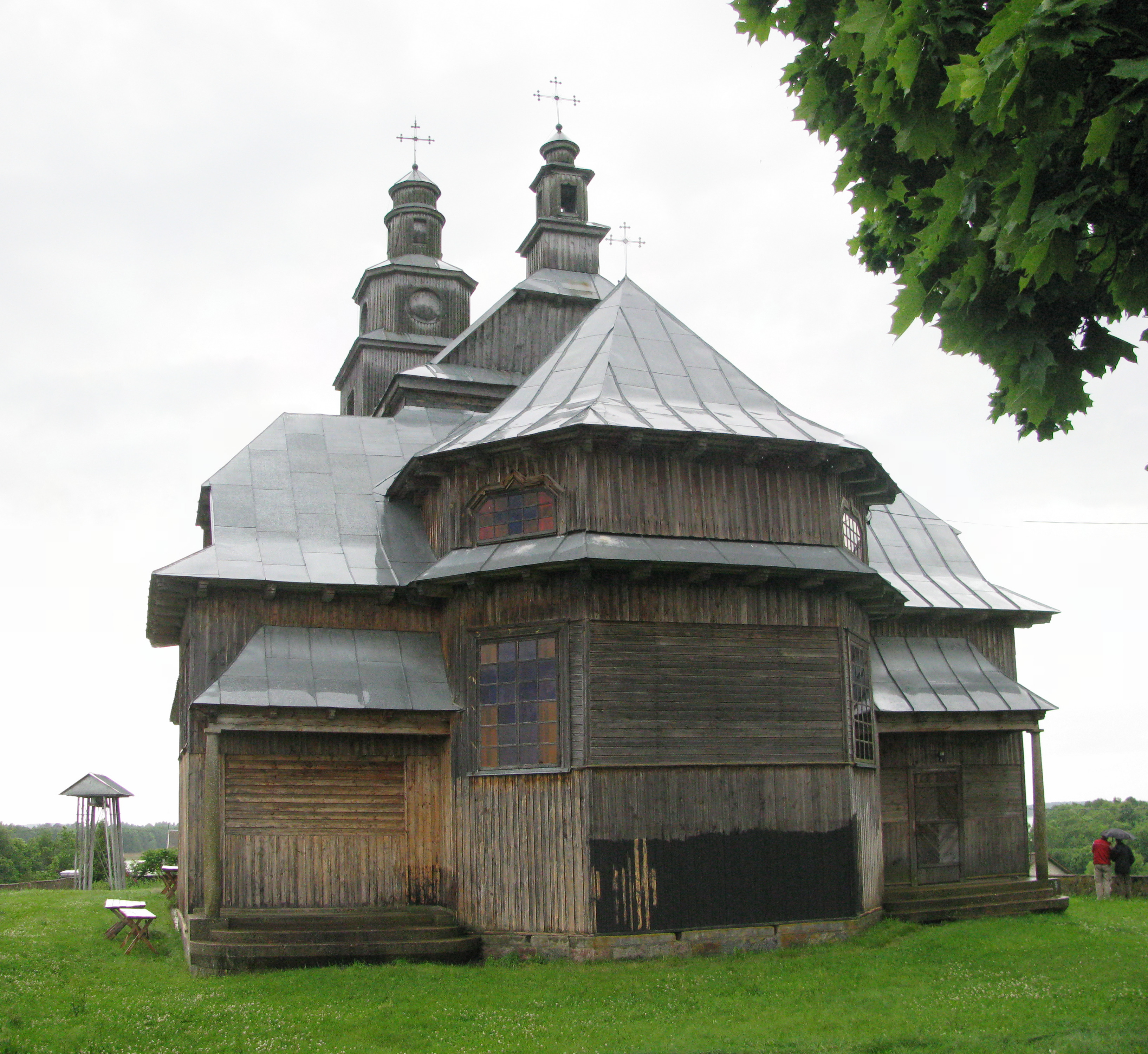
Вид со стороны апсиды

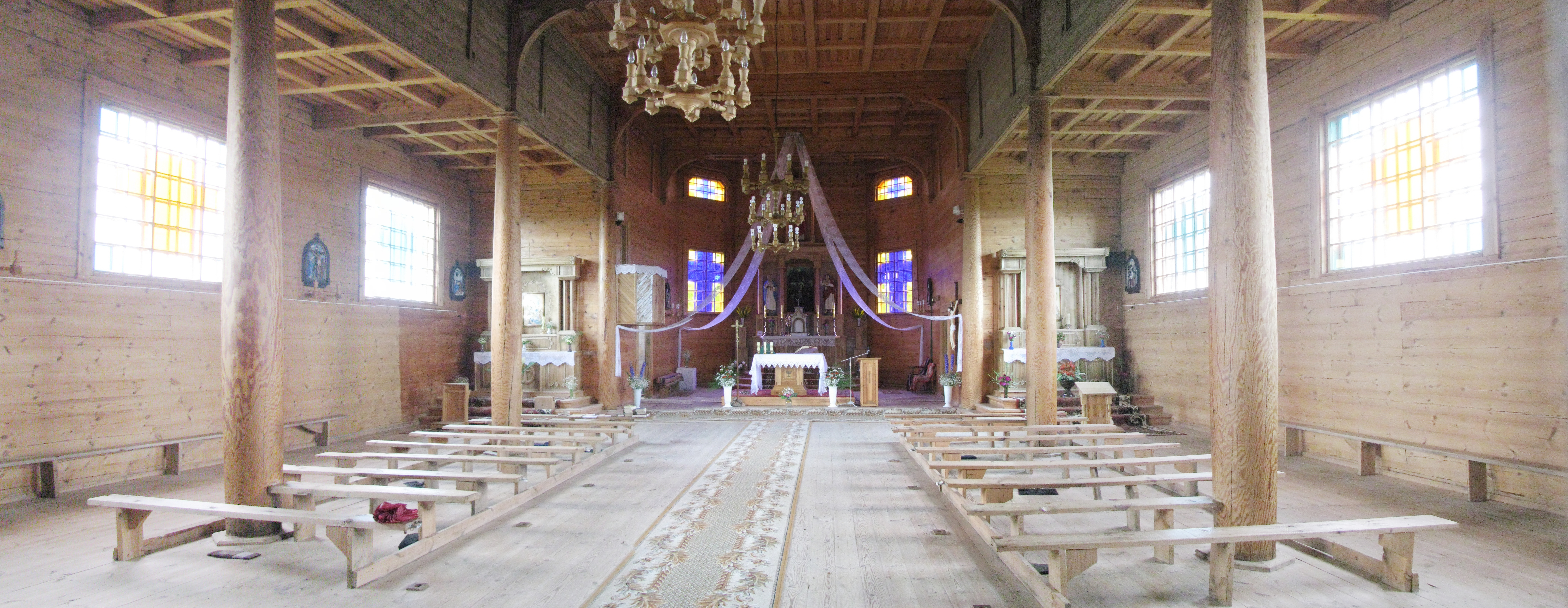
Интерьер

Церковь Святых Петра и Павла — памятник деревянного зодчества. Представляет собой прямоугольное в плане здание с пятигранной алтарной апсидой, притвором и ризницами, храм накрыт крышей сложной формы. Главный фасад образует высокая пятиярусная башня-колокольня (первый и второй ярусы башни — четверики, третий — восьмерик, четвертый и пятый — цилиндрические). Главный вход оформлен галереей, поддерживаемой четырьмя столбами.
Внутри храма стены обшиты досками, прорезаны прямоугольными арочными и круглыми окнами. Интерьер разделен восемью столбами на три нефа. Потолок — кессонированный, с орнаментальной росписью. Над притвором — хоры.
В храме Петра и Павла хранилась ценная икона первой половины XVI века «Поклонение волхвов», сейчас она находится в минском музее древнебелорусской культуры.